# Hellsing
Hellsing (ヘルシング?) es una serie de manga escrita e ilustrada por Kōta Hirano que posteriormente tuvo su versión anime producida por Gonzo. Su primera edición fue en Young King OURs el 2 de mayo de 1997 y finalizó a finales de 2008. Los capítulos individuales han sido publicados en diez volúmenes tankōbon por Shōnen Gahōsha en septiembre de 2008. El manga relata los esfuerzos de los misteriosos y secretos Caballeros Protestantes Reales, la organización «Hellsing» y sus combates contra vampiros, ghouls y otros enemigos sobrenaturales que amenazan al Reino Unido de Gran Bretaña.
El manga está licenciado en inglés, en Estados Unidos por Dark Horse Comics, en Australia y Nueva Zelanda por Madman Entertainment y en Singapur por Chuang Yi, mientras que la edición en español está licenciada por Norma Editorial en España, por Editorial Ivrea en Argentina y en México por Kamite. En 2001, Hirano comenzó a publicar los capítulos de una precuela, Hellsing: The Dawn, en ediciones especiales de Young King Ours, con seis capítulos lanzados en septiembre de 2008.
El anime del mismo nombre fue producido por Gonzo y dirigido por Umanosuke Iida; solo la primera mitad se basa en el manga, siendo el resto creación exclusiva para la pantalla. Son en total trece episodios que se emitieron en la Fuji Television de Japón desde el 10 de octubre de 2001 hasta el 16 de enero de 2002. Fue estrenada en América Latina por Animax el 31 de julio de 2005. La serie de OVA llamada Hellsing Ultimate ha sido producida por Geneon y animada por Satelight y otros estudios y es la versión fiel a la historia presentada en el manga. El primer episodio fue lanzado el 10 de febrero de 2006.

## Sinopsis
Se centra alrededor de la Caballeros Protestantes Reales, que son una organización fundada por Abraham Van Hellsing y dirigida por sus descendientes. Su misión es proteger a la reina y las fronteras del país de toda amenaza sobrenatural. La organización está liderada por Sir Integra Fairbrook Wingates Hellsing, último miembro vivo de la familia, quien heredó su responsabilidad como directora después de la muerte de su padre, cuando tenía 12 años. Bajo su mandato están Walter C. Dornez y Alucard, un poderoso vampiro que fue capturado por la familia hace cien años. Más tarde se une también la expolicía Seras Victoria, que tras ser mordida por Alucard se convierte en su vástago y por extensión en un soldado de Hellsing.
Después de un ataque sobre la oficina central de Hellsing por parte de los hermanos Valentine, donde las tropas son totalmente masacradas, Sir Integra contrata al grupo de mercenarios Wild Geese para sustituir a los hombres perdidos en la batalla. El líder del grupo es el capitán Pip Bernadotte, un francés mujeriego. Durante la serie los personajes cometen todo tipo de atrocidades, como violación, mutilación, tortura o canibalismo.

## Personajes
- Alucard (アーカード?): es el protagonista, el más poderoso guerrero de la Organización Hellsing. Es un "Nosferatu", el primer vampiro. En los OVA de la serie aparece un fragmento de pocos segundos donde se puede observar cuando el Dr. Van Helsing logra vencer a Alucard (haciendo referencia a la historia de Stoker) y se supone que es cuando lo adopta como parte de la organización. Sus armas principales son dos pistolas y sus balas que están fabricadas con metal bendito de la cruz de La Iglesia de Mánchester. Además de sus armas, posee poderes demoniacos que le permiten invocar o transformarse, dependiendo al rival que enfrente.
- Sir Integra Fairbrook Wingates Hellsing (インテグラル・ファルブルケ・ウィンゲーツ・ヘルシング?): conocida en el transcurso del anime y manga como "Sir Integra", es la líder de la Organización Hellsing, que heredó a la edad de 12 años cuando su padre murió. Aunque frecuentemente parece estricta y dominante, ella es respetada y admirada, incluso por sus enemigos. Al ser la única mujer a cargo de una organización secreta de caza vampiros es muy cuestionada y presionada por sus acciones, y está en la mira de sus superiores y también de los caballeros de la mesa redonda, sociedad secreta de caballeros que manipulan los asuntos de Inglaterra desde las sombras.
- Seras Victoria (セラス・ヴィクトリア?): era una policía que fue mortalmente herida cuando Alucard iba a destruir a un vampiro que se hacía pasar por cura. Al borde de la muerte y con un enorme agujero en el pecho, dejó que Alucard la convirtiera en un vampiro. Sirviendo al mando de Alucard, ella trabaja ahora para la Organización Hellsing.[4] No puede beber sangre debido a que no se siente capaz de matar a un humano, a pesar de ser una vampiresa.
- Alexander Anderson (アレクサンド・アンデルセン?): es un sacerdote guerrero o paladín que trabaja para la Sección XIII, Iscariote, del Vaticano.[4] Anderson es el arma definitiva de Iscariote en la batalla contra los muertos vivientes. Con capacidades regenerativas y una variedad de armas sagradas, su misión es la completa destrucción de todos los demonios del infierno. Ya que esto incluye muchos de los subordinados de Hellsing, es uno de los mayores enemigos de Alucard.

## Organizaciones

### Caballeros Protestantes Reales, Hellsing
La Organización Hellsing (Caballeros Protestantes Reales es el nombre formal) es el foco central de la trama de la serie. La organización es una parte de la verdadera estructura de poder de Gran Bretaña, que es gobernada por una aristocracia oculta y por la monarquía. A la organización se le asigna la tarea de proteger el país de toda amenaza sobrenatural.

### Millennium
Se fundó antes del final de la Segunda Guerra Mundial por la Orden Especial #666 de Adolf Hitler, para investigar y usar fenómenos sobrenaturales con propósitos militares. En 1944, el proyecto de crear un ejército de vampiros fue arruinado por Walter C. Dornez de catorce años y su cómplice, Alucard (quien aparentemente había tomado la forma de una niña). Los investigadores de Millennium descubrieron una manera de transformar personas en vampiros por medios desconocidos (aunque se sugiere que involucra algún tipo de cirugía), y los monitorea usando chips computarizados implantados.

### Iscariote
Nombrada así por Judas Iscariote, el apóstol que según la mayoría de las fuentes considera que traicionó a Jesucristo, es el ala secreta del Vaticano, encargada de la persecución y exterminación de demonios (tales como vampiros) y herejes. En relación con otras secciones del Vaticano y a sus oponentes, es una organización muy joven, ya que fue fundada hace pocos años, reuniendo en ella a todos los agentes del Vaticano que poseen habilidades de combate y que operaban independientemente, o en otros departamentos. Dado que la Organización Hellsing no solo emplea vampiros, sino que también opera bajo los principios del protestantismo, Iscariote es su rival natural, a pesar de sus objetivos similares. El principal protagonista de la institución es el paladín Alexander Anderson, que es el enemigo natural de Alucard.

### Wild Geese (Gansos Salvajes)
Los Geese son un grupo de mercenarios de alrededor de 80 miembros al mando del Capitán Pip Bernadotte. Parecen operar internacionalmente, habiendo realizado su última misión en Uganda en 1994, donde Pip perdió su ojo. Se desconoce la antigüedad de este grupo ni si Pip o uno de sus ancestros lo fundó. Los miembros son de etnia, edad y origen mezclados, y reconocen a Pip como su líder. Walter los describe como profesionales, pero aunque en general no son más efectivos en combate cuerpo a cuerpo contra vampiros que cualquier otro soldado humano demostraron a lo largo de la historia que gracias a su experiencia podían ser un eficiente apoyo para Alucard o Victoria e incluso, consientes de ser más débiles y peor equipados que los soldados de Millenium, desarrollaron tácticas de guerrilla y emboscadas que permitieron diezmar notablemente su número antes que estos lograran invadir la mansión Hellsing.

### La Convención de los Doce
Además de la Reina, Hellsing también responde a la Convención de los Doce o las Doce Convenciones. Esta organización, llamada también la Conferencia de la Mesa Redonda, es una sociedad secreta de caballeros (miembros del parlamento, líderes militares, y otros prominentes de la nobleza) que manipulan los asuntos de Inglaterra desde las sombras, casi como los Illuminati. También es similar a la antigua Mesa Redonda, que juraba lealtad al trono. Mientras que los Caballeros de la Mesa Redonda medievales ocupaban asientos alrededor de una mesa literalmente redonda (para simbolizar igualdad), los modernos caballeros se sientan en una mesa rectangular alargada, cuyos extremos los ocupan Sir Hellsing y Sir Hugh Islands.
Puede que esto sea intencional, ya que Integra e Islands se muestran como los más poderosos e influyentes de la organización, aunque Integra sea la más joven. Sin embargo, en el OVA, la mesa es oval, haciendo la determinación de rango más difícil. Se desconoce si Abraham Van Helsing, fundador de la Organización Hellsing, fue incluido entre las filas de los caballeros. El único predecesor conocido de Integra es Arthur Hellsing, su padre, quien parecía actuar como el anterior "líder" de la organización. Es posible que Richard Hellsing buscara la posición de Integra como directora de Hellsing para poder convertirse en miembro de la Mesa Redonda, más que para liderar la organización. Sir Shelby M. Penwood es otro miembro que en el anime está a cargo de los medios, y, en el manga, de la seguridad naval. Otro miembro de importancia es Rob Walsh, tercero a la cabeza del Grupo, debajo de Sir Integra Hellsing y Hugh Islands.

## Producción
Gran parte de la serie está tomada de la ficción occidental de finales del siglo XIX y comienzos del siglo XX. Incluye elementos de los trabajos Cthulhu de H. P. Lovecraft y Drácula de Bram Stoker, mezclados con secuencias de acción de ritmo rápido. Los personajes principales son parte de la Organización Hellsing, inspirada por la Fundación Wilmarth de la Universidad Miskatónica de Lovecraft, una organización formada para luchar contra demonios y muertos vivientes. El segundo apellido de Integra (Wingates) se toma de La sombra fuera del tiempo (The Shadow out of Time) y la apariencia protoplásmica de los vampiros es muy parecida a la de un Shoggoth. En el volumen 4, una imagen de Alucard es notablemente similar a la clásica imagen lovecraftiana de Nyarlathotep, en su forma Lengua Sangrienta.
En adición, el nombre «Hellsing» se deriva de Abraham Van Helsing, y se ha indicado que la serie tiene lugar en la misma línea de tiempo de la novela Drácula o que la película de Francis Ford Coppola debido a la referencia a Drácula llegando a Inglaterra en persecución de la mujer de sus sueños, un elemento usado sólo en la película. Alucard al revés es Drácula.

## Alusiones a otros trabajos
En el anime y al comienzo del manga, Alucard posee un parecido con Vash, personaje de Trigun. En el volumen 6, página 126 del manga, los tatuajes en la cara de Zorin Blitz dicen "TRIGUNMAXIMUM". Además en la misma página los tatuajes dicen "Gungrave", refiriéndose al videojuego de disparos en tercera persona. También dicen en el siguiente orden: "BANDOFBROTHERS", "MISSIONIMPOSSIBLE", "BIGMAGNUM", TRIGUNMAXIMUM", "COMICMASTER", "EXCEL SAGA", "GUNGRAVE". El primero hace referencia a la serie Band of Brothers de HBO, el segundo a la serie de películas de Misión: Imposible, el tercero a la serie Screaming! Big Magnum Fuck, el cuarto al manga Trigun, y las dos últimas al manga Excel Saga y al videojuego Gungrave. En el volumen 7, página 43, los tatuajes de Zorin dicen: "BJORK", "ELVIS LIVES" ("ELVIS VIVE") en alusión a los cantantes Björk y Elvis Presley, respectivamente.
Además a lo largo de los omake del manga podemos ver alusiones a otras obras como Fullmetal Alchemist (el Mayor está disfrazado de Edward Elric; Integra, de la maestra de los Elric, Izumi Curtis; y Anderson, de Scar), Be-bop High School (con Alucard, Anderson, Integra y Victoria disfrazados de personajes de Be-bop High School), Legend of Galactic Heroes (Integra está disfrazada de Yang Wen-Li y Alucard es la nave insignia Imperial) o Trigun (Vash termina segundo en el concurso del personaje favorito de Hellsing, tras Luke y por delante de Alucard, realizado por Luke Valentine en el volumen 7). También, en el omake 4, en la página 5, hay una imagen de uno de los personajes de Rosario + Vampire, en especial a Kokoa Shuzen en la camiseta del Mayor.
Durante la serie se pueden observar otras alusiones a obras como:
- Dune, ya que el arma de Victoria está bautizada a partir de Vladimir Harkonnen. Incluso aparece él en persona (en la versión cinematográfica) en un sueño de ella.[6]
- El chacal, una de las armas de Alucard, comparte el mismo nombre con el criminal interpretado por Bruce Willis en esa película. Willis mismo aparece en una secuencia de sueño cómica de Alucard balbuceando sin sentidos aparentes relacionados con la trilogía de La Jungla de Cristal/Duro de Matar.
- Las obras de William Somerset Maugham ya que Walter aparece leyendo La luna y seis peniques (The Moon and Sixpence).
- Schrödinger. El personaje de Schrödinger puede estar en todas partes y en ninguna parte al mismo tiempo y no está ni vivo ni muerto, como el Gato de Schrödinger.
- Rip van Winkle de Washington Irving. El personaje Rip Van Winkle recibe su nombre en referencia al protagonista del relato homónimo sobre un cazador que, usando un mosquete al igual que la vampiresa, se adentra en el bosque donde conoce a un grupo misterioso que le da de beber un licor que lo hace dormir dos décadas.[7]
- Der Freischütz de Carl Maria von Weber. Rip Van Winkle se compara a sí misma y Alucard con Kaspar y Samiel respectivamente. La mayor parte del diálogo de Rip está sacado directamente de la ópera, y parte de la línea de Alucard "Es Sei! Bei den Pforten der Hölle!" es una cita exacta de Samiel. Las balas de mosquete mágicas de Rip son también una referencia a la ópera.
- En el segundo episodio del OVA, Jan Valentine hace una referencia al código de Konami mientras le dispara a los soldados de Hellsing.
- La serie Gundam en algunos uniformes y en el Harkonnen, que se parece al RX-78GP03S Gundam Denrobium Stamen, y el Harkonnen 2, que se parece al RX-78GP03 Gundam Dendrobium Orchis de Mobile Suit Gundam 0083: Stardust Memories.
- El Pergamino de Ripley, un texto alquímico. Una porción está tallada en el ataúd de Alucard y lo recita en una parte del manga. El extracto en cuestión es: "The bird of hermes is my name eating my wings to make me tame" o en español sería, "El Ave de Hermes es mi nombre, comiéndome las alas para domarme".
- La cita de Alucard "¿Eres un perro, un hombre, o un monstruo?" es una referencia a un aforismo de Nietzsche y a su idea de una moralidad esclava: "Quienquiera que luche con monstruos debería asegurarse de que en el proceso no se convierta él mismo en un monstruo".[8]
- Full Metal Jacket. En el volumen 3, Victoria se queja a Walter por acoso sexual por parte de Pip, mientras él cita la canción para trotar del Sargento Hartman: "No sé lo que me han dicho; el coño de una esquimal es muy frío." ("I don't know what I've been told; Eskimo pussy is mighty cold."). En ese mismo panel, Hirano dibuja humorísticamente a Joker y al Soldado Raso Pyle/Leonard con una dona de jalea.
- Aphex Twin. Su nombre y apariencia están como grafiti en una pared al comienzo de Balance of Power (1).
- Star Wars. Walter menciona la nave de Han Solo, el Halcón Milenario, al discutir sobre Millennium.
- Under Siege. En la película, un barco militar es secuestrado gracias a la complicidad del segundo al mando, la tripulación es encerrada en la prisión de la nave y un helicóptero un equipo de rescate se envía al barco. Eventos similares ocurren en el volumen 5.
- El príncipe de Nicolás Maquiavelo. El Mayor se refiere a una de las reglas básicas de Maquiavelo en el capítulo 24.
- Castlevania. el personaje Alucard lleva el mismo nombre que el mitad vampiro-humano que el Alucard de la serie nombrada, compartiendo rasgos físicos y poderes. En las versiones nuevas de Castlevania Alucard se cambia el nombre a Genya Arikado.
- El antagonista Montana Max tiene el mismo nombre de un personaje de la serie de televisión de los 1990s Tiny Toon Adventures que era conocido por ser increíblemente rico y arrogante, aparte de muy bajo. Es posible que Hirano eligiera este nombre debido a sus rasgos similares.

## Contenido de la obra

### Capítulo piloto
The Legend Of The Vampire Hunter es un manga one-shot del género hentai escrito por Kōta Hirano, que posteriormente modificó, eliminando las escenas de hentai, para crear la serie de Hellsing. La historia se desarrolla en lo que parece ser una zona de conflicto, donde las tropas de la Organización Hellsing han sido atacadas por vampiros. Alucard llega buscando supervivientes, y supone que Yuri Kates (una chica soldado que se alistó recientemente en Hellsing) ha sido capturada viva porque no estaba entre los cadáveres. Yuri estaba siendo ultrajada por un vampiro llamado Hellman, mientras que su hermano sólo los observaba. Alucard entra en la habitación y los mata. Yuri continuará al servicio de la agencia Hellsing como una vampiresa.

### Manga
El manga comenzó a publicarse en Japón en junio de 1997 y terminó en octubre de 2008, en la revista Young King OURs. Los capítulos individuales han sido publicados en 9 volúmenes tankōbon por Shōnen Gahosha, desde septiembre de 1998 hasta noviembre de 2007; El volumen final fue el 10, el cual salió a la venta en Japón el 27 de marzo de 2009. Hirano trabajó con un entintado y tono altamente detallado y de líneas gruesas; también hizo uso de sombras pesadas, con grandes áreas oscurecidas por sombra. Fue usado como efecto para agregar drama o tensión a una escena.
La versión inglesa del manga fue publicada por Dark Horse Comics; el primer volumen lo lanzó el 1 de diciembre de 2003 y el volumen 10 lo lanzó el 19 de mayo de 2010; En otros idiomas las publicaciones han sido, la española, Norma Editorial; la mexicana, Editorial Kamite; la francesa, ediciones Tonkam; la italiana, Dynit; la alemana, Planet Manga; la polaca, Japonica Polonica Fantastica; la argentina, Editorial Ivrea; la danesa y la sueca, Mangismo; y la versión en chino tradicional, Tong Li. Chuang Yi publicó la serie en versión inglesa en Singapur con seis volúmenes lanzados hasta octubre de 2008, y por un acuerdo con la empresa, Madman Entertainment para un reestreno de esos volúmenes en Australia y Nueva Zelanda.
En 2001, Hirano también comenzó a trabajar en una protosecuela de Hellsing, llamada Hellsing: The Dawn. Se ha publicado a intervalos irregulares en ediciones especiales de Young King OURs, con seis capítulos lanzados hasta septiembre de 2008. El autor declaró en una entrevista que terminará Hellsing con el volumen 10, y que tiene otro proyecto planeado: Susume Ikaryaku, el cual ha estado realizando. En abril de 2009, reveló su nuevo proyecto titulado Drifters. The Dawn destaca a Walter C. Dornez con catorce años y a Alucard, en forma de muchacha de 14 años, atacando la base de operaciones de Millennium, en Varsovia, Polonia en septiembre de 1944, durante el Alzamiento de Varsovia. La publicación está programada para continuar después de la conclusión de la serie principal de Hellsing.

### Anime
Después del estreno del manga, Gonzo produjo una serie animada de trece episodios usando los mismos personajes, pero con una historia completamente diferente al manga. Escrito por Chiaki J. Konaka y dirigido por Umanosuke Iida, la serie se emitió en Fuji Television el 10 de octubre de 2001 hasta el 17 de enero de 2002. La serie está licenciada en inglés para Norteamérica por Geneon Entertainment, en el Reino Unido por ADV Films, en Australia por Madman Entertainment y al castellano en España por Selecta Visión. En Hispanoamérica  de transmitió por el canal de Animax.

#### Banda sonora
El anime, como tema de apertura, usa la canción The World without Logos por Yasushi Ishii. Asimismo, usa como tema de cierre la melodía "Shine" por Mr. Big.
El final de cada episodio de Hellsing Ultimate usa varios pedazos de música instrumental compuesta por Hayato Matsuo y que fue realizado por la Orquesta Filarmónica de Varsovia. Los títulos son "Gradus Vita", "Letzte Bataillon", "Merche Funebre", "Gentlemen, Soldiers of the Battalion" y "Song of Demeter". Otras canciones del OVA son "Shintoushite" y "Magnolia" de Suilen.

### CD de música
Se han compuesto dos CD de canciones realizados por Yasushi Ishii y que han sido distribuidas por Geneon para la serie animada de Hellsing. Hellsing Original Soundtrack: Raid fue distribuida el 1 de julio de 2003 y que contiene 20 canciones. El segundo CD de canciones Hellsing Original Soundtrack: Ruins, contiene 22 canciones más que se emitieron el 2 de septiembre de 2003.
En el 2008, apareció el disco de Hellsing Ultimate, compuesto en parte por Hayato Matsuo y llamado Hellsing OVA Original Soundtrack - BLACK DOG, en el cual aparece el tema de cierre del Ova V, Song of Demeter, entre otras. También se lanzó un DVD-Audio mini-soundtrack llamado Premium Disk - Warsaw Recording Selection y compuesto por 9 canciones. Otra publicación llamada Nazi CD se publicó con el Hellsing I-V Blu-ray BOX, compuesta por 14 canciones. Las canciones vocales de Suilen fueron lanzadas por la banda en su miniálbum THE DAWN.

### OVA
Hellsing Ultimate es una animación original en vídeo (OVA) producida por Geneon y animada por el estudio Satelight hasta el episodio 4, más tarde por Madhouse hasta el séptimo y Graphinica y Kelmadick hasta el décimo. El primer episodio de cincuenta minutos fue estrenado en DVD para la región 2, en Japón el 10 de febrero de 2006, el segundo el 25 de agosto del mismo año, el tercero el 4 de abril del año siguiente y el cuarto el 22 de febrero de 2008. El quinto episodio fue estrenado en DVD en Japón el 21 de noviembre de 2008. Para el 24 de julio de 2009 se lanzó el sexto episodio en Japón y el 23 de diciembre el séptimo. El DVD del séptimo episodio incluye un tráiler que anuncia el octavo, que se lanzó el 27 de julio de 2011. El 15 de febrero del 2012 se lanzó el noveno y el 26 de diciembre el décimo y último episodio.
Las series OVA son licenciadas en los Estados Unidos por Geneon USA. En la producción del doblaje al inglés Geneon utilizó la mayor parte del doblaje utilizado para la serie animada. El primer episodio en DVD, fue estrenado en la región 1, el 5 de diciembre de 2006, después de emitir el episodio en la convención Anime Expo de 2006. Aunque Geneon USA paró la distribución de sus títulos en 2007, tras la distribución del segundo episodio el 12 de junio y del tercero el 16 de octubre, en 2008 la distribución norteamericana fue asumida por Funimation Entertainment. Funimation estrenó el cuarto episodio el 23 de septiembre de 2008 y simultáneamente, la empresa estrenó de nuevo los tres primeros episodios. En el Anime Expo 2010, Funimation Entertainment anunció el lanzamiento de los OVA's 5-7 y la retransmisión de la serie televisiva para el 2011 En agosto de 2010 apareció el pack de los OVA 1-5 en Blu-ray.
En los OVA, los Caballeros Protestantes Reales deben enfrentarse al grupo terrorista nazi, Millennium, dirigido por El Mayor. Es una organización que está dispuesta a todo con tal de vengarse de Hellsing, quienes los derrotaron en la Segunda Guerra Mundial. También tiene como objetivo central de existencia llevar la guerra total a todos los rincones del mundo. Aparecen personajes que no fueron considerados dentro de la serie de televisión y que son propios del manga, como Tubalcain Alhambra, Rip Van Winkle, Zorin Blitz, Schrödinger, El Capitán, El Doctor y El Mayor. En esta ocasión, se muestra una fuerte exhibición de los nazis a diferencia de la serie, es más explícita y de un carácter sombrío. Millenium también se conoce como "Das Letzte Bataillon" (El Último Batallón).

## Recepción
En 2005, los volúmenes sexto y séptimo de la serie manga de Hellsing estuvieron en la clasificación de Diamond Comic Distributors, entre los más vendidos del año en Estados Unidos. En noviembre de 2007, el noveno volumen estaba entre los diez primeros en ventas de la clasificación japonesa. La serie de anime tiene una calificación de 6,9 para los usuarios de Filmaffinity, y de 8,7 para los de la página web TV.com. Hellsing también fue nominado al premio American Anime Awards del 2007. No obstante, la serie no consiguió ningún premio en ninguna categoría.